# Sergio Nannini
Sergio Nannini (Finale Emilia, 30 aprile 1906 – Roma, 12 maggio 1980) è stato un politico e agronomo italiano.

## Biografia
Agronomo, sedette alla Camera dei deputati per due legislature (XXIX, XXX). Dal 31 ottobre 1939 al 13 febbraio 1943 fu sottosegretario al Ministero dell'agricoltura e delle foreste del governo Mussolini, con la delega alla bonifica integrale.

### Fonti
1. ↑  Gazzetta Ufficiale del Regno d'Italia n.43 del 21 febbraio 1936, p.482.